# 阿波雷
阿波雷是巴西戈亚斯州的一个市镇。总面积2900.344平方公里，总人口3513人，人口密度1.2人/平方公里。